# Parkes Way
Pour les articles homonymes, voir Parkes.

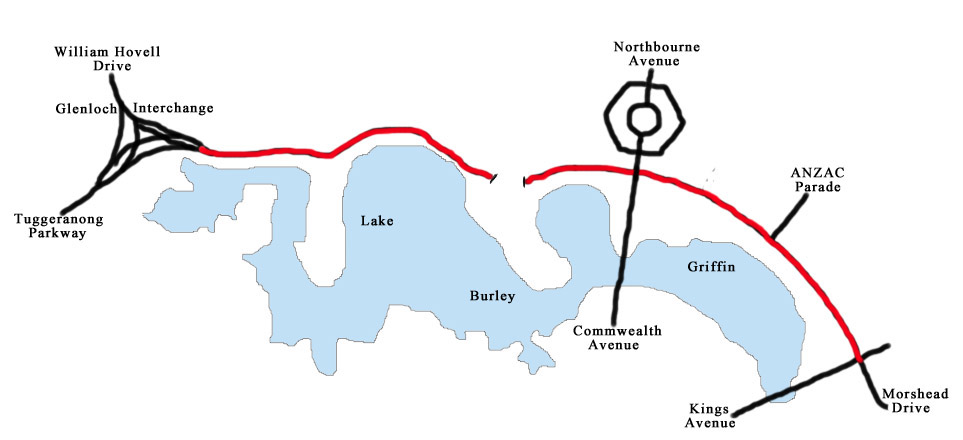
Parkes Way

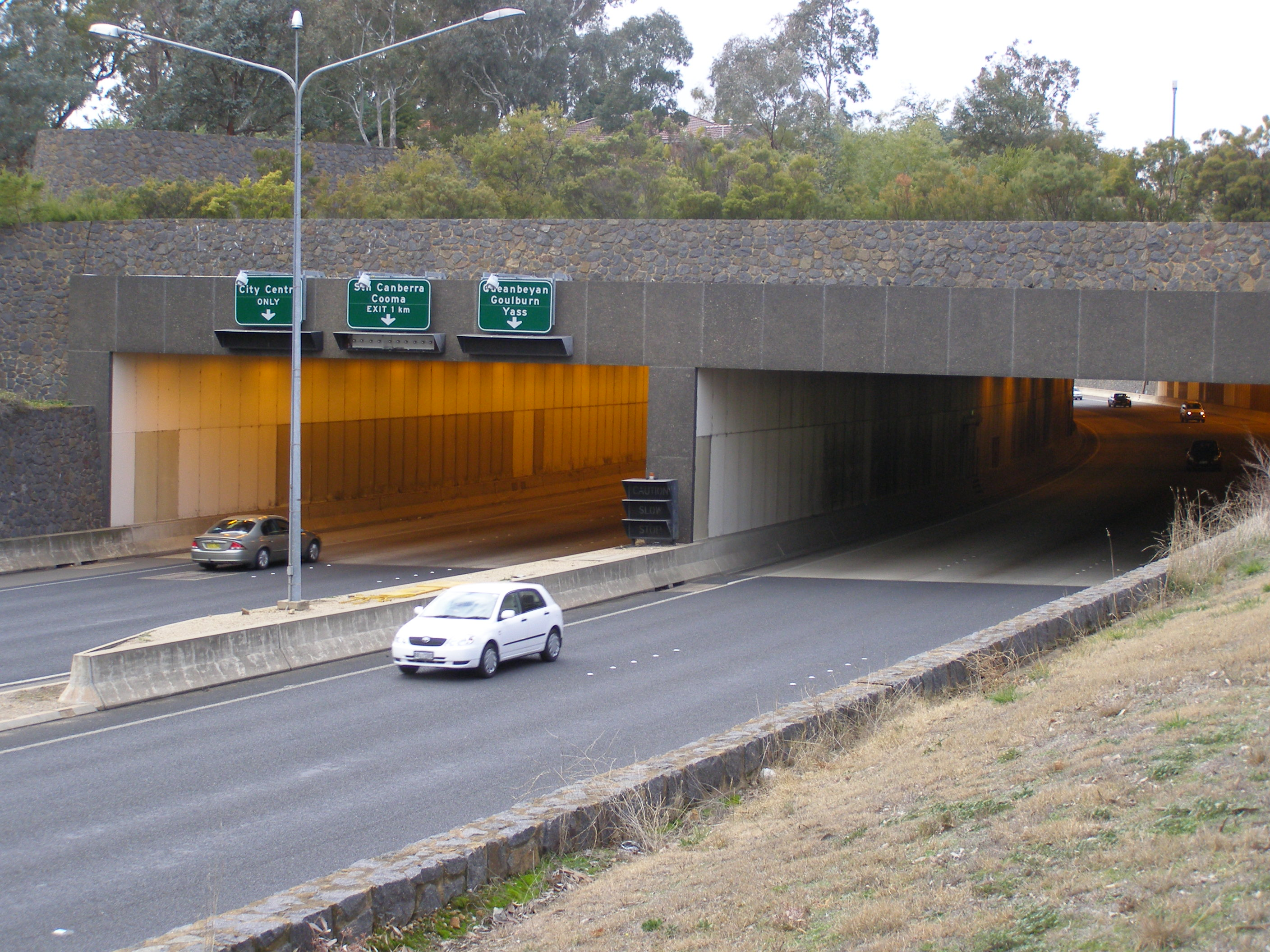
le tunnel de Parkes Way sous l'Université nationale australienne.

Parkes Way est un des principaux axes routiers de Canberra,la capitale fédérale australienne, qui relie l'échangeur de Glenloch à Kings Avenue. Il longe le lac Burley Griffin. 
Il passe en bordure de la Réserve naturelle de la Montagne noire, de l'Université nationale australienne. Il passe ensuite au sud de City Centre, au nord des Commonwealth Park et Kings Park et s'achève dans le quartier de Russell.